# André Bucher
André Bucher (Neudorf, 19 ottobre 1976) è un ex mezzofondista svizzero, specializzato negli 800 metri piani, disciplina di cui è stato campione mondiale a Edmonton 2001.

## Record nazionali

### Seniores
- 800 metri piani: 1'42"55 ( Zurigo, 17 agosto 2001)
- 800 metri piani indoor: 1'44"93 ( Vienna, 3 marzo 2002)
- 1000 metri piani: 2'15"63 ( Langenthal, 24 maggio 2001)

## Palmarès
| Anno | Manifestazione    | Sede             | Evento       | Risultato  | Prestazione | Note             |
| ---- | ----------------- | ---------------- | ------------ | ---------- | ----------- | ---------------- |
| 1994 | Mondiali juniores | Lisbona          | 1500 m piani | Argento    | 3'40"46     |                  |
| 1995 | Europei juniores  | Nyíregyháza      | 800 m piani  | Argento    | 1'46"73     |                  |
| 1996 | Giochi olimpici   | Atlanta          | 800 m piani  | Semifinale | 1'46"41     |                  |
| 1997 | Europei under 23  | Turku            | 800 m piani  | Argento    | 1'47"13     |                  |
| 1997 | Mondiali          | Atene            | 800 m piani  | Semifinale | 1'46"88     |                  |
| 1998 | Europei           | Budapest         | 800 m piani  | Argento    | 1'45"04     |                  |
| 1999 | Mondiali indoor   | Maebashi         | 800 m piani  | Batteria   | 1'52"43     |                  |
| 1999 | Universiadi       | Palma di Maiorca | 800 m piani  | Argento    | 1'46"49     |                  |
| 1999 | Mondiali          | Siviglia         | 800 m piani  | Semifinale | 1'48"07     |                  |
| 2000 | Giochi olimpici   | Sydney           | 800 m piani  | 5º         | 1'45"40     |                  |
| 2000 | Giochi olimpici   | Sydney           | 4×400 m      | Batteria   | 3'06"01     |                  |
| 2001 | Mondiali indoor   | Lisbona          | 800 m piani  | Bronzo     | 1'46"46     |                  |
| 2001 | Mondiali          | Edmonton         | 800 m piani  | Oro        | 1'43"70     |                  |
| 2002 | Europei indoor    | Vienna           | 800 m piani  | Argento    | 1'44"93     | Record nazionale |
| 2002 | Europei           | Monaco           | 800 m piani  | Argento    | 1'47"43     |                  |
| 2003 | Mondiali          | Saint-Denis      | 800 m piani  | Semifinale | 1'46"67     |                  |
| 2004 | Giochi olimpici   | Atene            | 800 m piani  | Batteria   | 1'47"34     |                  |
| 2005 | Mondiali          | Helsinki         | 800 m piani  | Batteria   | 1'47"97     |                  |

## Altre competizioni internazionali
1998
- 5º in Coppa del mondo ( Johannesburg), 800 m piani - 1'49"55

1999
- 4º alla Grand Prix Final ( Monaco di Baviera), 800 m piani - 1'44"67

2001
- Oro alla Grand Prix Final ( Melbourne), 800 m piani - 1'46"71

2002
- 5º in Coppa del mondo ( Madrid), 800 m piani - 1'45"31

2003
- Bronzo alla World Athletics Final ( Monaco), 800 m piani - 1'46"28

## Riconoscimenti
- Atleta europeo dell'anno (2001)